# Blakshøj jættestue
Blakshøj jættestue er Vendsyssels eneste bevarede jættestue. Den stammer fra den yngre stenalder og er skabt af Tragtbægerkulturen.
Selve højen har en diameter på 25 meter og en højde på 4,2 meter.
Kammeret er ca. 8 meter langt, 1 til 2,5 meter bred og 1,75 meter høj og er opbygget af 15 store sten der bærer 5 svære dæksten.
Jættestuen er beliggende 10 km sydvest for Frederikshavn ved Blakshøjgård og er offentlig tilgængelig.